# Michael Wright (Volleyballspieler)
Michael Patrick Wright (* 18. Juni 2001 in Richmond) ist ein US-amerikanischer Volleyballspieler.

## Karriere
Wright begann seine Karriere an der Deep Run High School. Von 2020 bis 2024 studierte er an der Ohio State University und spielte in der Universitätsmannschaft Buckeyes. In der Saison 2024/25 spielte er eine Saison beim deutschen Bundesligisten SVG Lüneburg, mit dem er das Finale der Play-offs erreichte. 2025 wechselte er zum französischen Erstligisten Nice Volley-Ball.